# 野村不動産ソリューションズ
野村不動産ソリューションズ株式会社（のむらふどうさんソリューションズ、英: Nomura Real Estate Solutions Co., Ltd.）は、東京都新宿区に本社を置く不動産流通会社で、主な事業として不動産の仲介販売などある。

## 沿革
- 2000年 - 野村不動産アーバンネット株式会社設立
- 2001年 - 野村不動産から流通業務、販売受託業務、保険代理店業務を譲受け営業開始
- 2004年 - 野村不動産ホールディングスによる持株会社体制に移行
- 2011年 - 野村不動産リフォーム株式会社設立
- 2021年4月1日 - 法人仲介業務を譲受け、野村不動産ソリューションズに商号変更[2]

## 「ありがとう、私の家」コンテスト
- 「家と家族に関する思い出」のエピソードと写真を募集するコンテスト（キャンペーン）。ノムコム会員登録20万人突破記念として、2013年に第1回が実施された。入賞作品（9作品）の中から選ばれた作品が、WebCM化（ショートムービー化）される。

| 代    | 年度                       | 募集期間                   | WebCM化（ショートムービー化）作品                  |
| ----- | -------------------------- | -------------------------- | -------------------------------------------------- |
|       | キャンペーンイメージ動画CM | キャンペーンイメージ動画CM | 「お母さんが嫌いだ」（出演：井村空美・栗田よう子） |
| 第1回 | 2013年                     | 2013年2月8日 - 3月31日     | 「最後のケーキ」（主演：馬渕英俚可）               |
| 第2回 | 2014年                     | 2014年1月8日 - 2月28日     |                                                    |